# Прохоров, Василий Иванович (генерал-майор)
Василий Иванович Прохоров (1900—1943) — советский военачальник, генерал-майор, командир 80-й Краснознамённой Донецкой стрелковой дивизии.

## Биография
Василий Иванович Прохоров родился в слободе Хмелёвка, на окраине Васильсурска. Окончил 3 класса сельской школы. В 1919 году добровольно вступил в Красную армию и стал курсантом пехотной школы, которую окончил в 1920 году. Участник Гражданской войны. На Южном фронте был командиром взвода и роты. В 1921 году участвовал в боях в Монголии. В последующие годы командовал стрелковыми подразделениями. В 1932—1934 годах был помощником командира полка. В 1937 году окончил Военную академию имени М. В. Фрунзе. Затем два года был заместителем начальника отдела Оперативного Управления Генерального штаба. В начале 1939 года стал помощником командира 80-й стрелковой дивизии, а в августе — командиром этой дивизии. С ней в конце 1939 — начале 1940 года участвовал в войне с Финляндией. Затем дивизия вернулась в свой округ. 4 июня 1940 года присвоено звание генерал-майора. Комбригом он был с 4 ноября 1939 года, полковником — с 27 сентября 1937 года.
На фронтах Великой Отечественной войны с первых дней. 22 июня 1941 года 80-я стрелковая в составе 6-й армии Юго-Западного фронта вступила в бой с наступавшими гитлеровскими войсками на Львовском направлении. Принимал участие в Киевской оборонительной операции. 15 августа 1941 года в тяжелейших боях под Уманью был ранен и попал в плен. Был отправлен в Германию в офицерский лагерь для военнопленных «Хаммельбург». Осенью 1942 года переведён в каторжный лагерь смерти «Флоссенбюрг». В концлагере «Флоссенбюрг» стал одним из руководителей Сопротивления. На сотрудничество с противником не шёл.
10 февраля 1943 года, вместе с группой руководителей подполья концлагеря «Хаммельбург» (С. А. Ткаченко, П. Г. Новиков и другие) был арестован и отправлен Нюрнбергскую тюрьму гестапо. Там им было предъявлено обвинение в организации подполья, саботаже и большевистской пропаганде.
25 февраля 1943 года с товарищами был переведён обратно во «Флоссенбюрг». Умер в концлагере Флоссенбюрг в октябре 1943 года от смертельного укола.

Во Флоссенбурге Прохоров ударил капо и убил. Охранники избили его до полусмерти. Затем, истощённый, он был отправлен в ревир, где ему сделали смертельный укол. Оттуда — отправили в крематорий, генерал Михайлов Н. Ф. свидетель гибели генерала Прохорова В. И.— По информации генерал-майора Тонконогова Я. И., командира 141-й сд

## Память
- В посёлке Васильсурск установлен памятник генерал-майору В. И. Прохорову.
- В Васильсурске его именем названа улица.

## Награды
- Орден Красного Знамени (21.03.1940)
- Медаль «XX лет Рабоче-Крестьянской Красной Армии» (22.02.1938)